# 卡珀伦 (上莱茵省)
卡珀伦（法語：Kappelen，发音：[kapələn]；德语：Kappeln）是法国上莱茵省的一个市镇，属于米卢斯区（Mulhouse）布伦什塔特县（Brunstatt）。该市镇总面积5.15平方公里，2009年时的人口为518人。

## 人口
卡珀伦人口变化图示